# 조치훈
조치훈(趙治勳, 1956년 6월 20일~)은 일본 지바 지역에 주로 거주하는 대한민국의 프로 바둑 기사로, 부산 출생이며 한때 서울에서 잠시 유아기를 보낸 적이 있다.
1961년 12월 이후 일본으로 건너가 1968년 2월 이후부터 바둑으로 활약 중이며, 그의 바둑 제자로는 같은 대한민국 국적의 일본 바둑 기사인 김수준 9단 등이 있다. 그 이외의 다른 제자들은 한국기원과 일본기원, 그리고 일본 간사이 지역의 관서기원에서도 활동하고 있다.
유명한 대국으로는 휠체어 대국이 있다. 당시 그는 아무리 전치 25주에 해당함에도 불구하고 바둑을 두었다. 이 때에 '차라리 목숨을 걸고 바둑을 둔다'라는 명언이 나왔다. 최근에는 인공지능 딥젠고와 2승1패로 승리했다. 또한 전 세계에서 두 번째로 명예 명인이다.

## 약력
- 1961년 12월 당시 6세 때 일본으로 건너감. 기타니 미노루(木谷 實) 9단 문하로 입문.
- 1968년 2월 당시 프로 입단(만 11세 8개월로 일본기원 최연소 입단 기록)
- 1968년 10월 당시 2단 승단.
- 1975년 제12기 프로십걸전 우승. 최초의 빅 타이틀.
- 1980년 명인전 우승. 이후 명인전을 5연패하여 최초의 명예명인(名譽名人) 자격 획득.
- 1981년 4월 당시 9단 승단.
- 1983년 기성전, 명인전, 혼인보전에 우승하여 최초의 대삼관(大三冠) 달성.
- 1987년 천원전에 우승하여 최초의 그랜드슬램 달성.
- 1989년 혼인보 탈환. 이후 1998년까지 10연패하여 제25대 명예 혼인보(혼인보 치훈) 자격 획득.
- 1991년 후지쯔배 세계 바둑 선수권 대회 우승.
- 1997년 두 번째 대삼관 달성.
- 2003년 제8회 삼성화재배 세계바둑오픈에 후원사 시드(와일드카드)를 받아 출전하여 우승을 차지.
- 2005년 일본기원 사상 세 번째 통산 1천200승 달성.(48세 7개월.승단 후 36년9개월만에 거둔 1천200승은 일본기원 사상 최단기)
- 2005년-2007년 십단전 3연패 달성.
- 2007년 NHK배 우승. (통산 70회 우승)
- 2008년 일본기원 사상 두 번째 통산 1천300승 달성(51세 11개월. 승단 후 40년 2개월만에 거둔 1천300승은 일본기원 사상 최단기),제32기 일본 기성전 준우승
- 2008년 8월11일 일본기원 사상 두 번째 통산 2천국 대국.
- 2010년 12월 일본 최다승 경신.(1364승),제17기 아함동산배 준우승
- 2011년 제1회 일본 바둑 마스터즈 우승,9월 현재 일본 최다 통산 타이틀 획득(72회) 기록.
- 2012년 9월 27일 일본기원 사상 최초 통산 1천400승 달성 (56세 3개월.)[3]
- 2014년 현재 일본 통산 최다 타이틀 획득(73회) 기록. 제4회 일본 바둑 마스터즈 우승
- 2015년 제5회 일본 바둑 마스터즈 우승(2연패)
- 2016년 제23기 일본 아함동산배 준우승
- 2017년 4월 27일 일본기원 사상 최초 통산 1천500승 달성(60세 10개월), 제7회 일본 바둑 마스터즈 준우승,
- 2019년 제9회 일본 바둑 마스터즈 우승, 일본 통산 최다 타이틀 획득(75회) 기록

## 국제 기전 성적
| 기전       | 1988 | 1989 | 1990 | 1991 | 1992   | 1993 | 1994 | 1995 | 1996  | 1997 | 1998 | 1999 | 2000 | 2001 | 2002 | 2003 | 2004 | 2005 | 2006 | 2007  | 2008  | 2009 | 2010 | 2011 | 2012 |
| ---------- | ---- | ---- | ---- | ---- | ------ | ---- | ---- | ---- | ----- | ---- | ---- | ---- | ---- | ---- | ---- | ---- | ---- | ---- | ---- | ----- | ----- | ---- | ---- | ---- | ---- |
| 잉씨배     | 8강  | -    | -    | -    | 4강    | -    | -    | -    | 4강   | -    | -    | -    | 16강 | -    | -    | -    | ×    | -    | -    | -     | 8강   | -    | -    | -    | 8강  |
| 후지쯔배   | 8강  | 16강 | 16강 | 우승 | 8강    | 8강  | 3위  | 4강  | 16강  | 8강  | 16강 | 4강  | 16강 | 8강  | ×    | 32강 | ×    | ×    | 16강 | ×     | ×     | ×    | ×    | 16강 | 중지 |
| 동양증권배 | ×    | ×    | 4강  | -    | 준우승 | 8강  | 16강 | 4강  | -     | 8강  | 8강  | 중지 | -    | -    | -    | -    | -    | -    | -    | -     | -     | -    | -    | -    | -    |
| 삼성화재배 | -    | -    | -    | -    | -      | -    | -    | -    | 16강  | 32강 | 4강  | 32강 | 32강 | 32강 | ×    | 우승 | 16강 | 32강 | 32강 | 32강  | ×     | ×    | ×    | ×    | ×    |
| LG배       | -    | -    | -    | -    | -      | -    | -    | -    | 16강  | 16강 | 8강  | 16강 | 16강 | 16강 | 16강 | 16강 | ×    | ×    | 32강 | 16강  | 16강  | 32강 | ×    | ×    | ×    |
| 춘란배     | -    | -    | -    | -    | -      | -    | -    | -    | -     | -    | ×    | ×    | ×    | -    | 16강 | -    | 16강 | -    | 16강 | -     | ×     | -    | 8강  | -    | 16강 |
| 도요타배   | -    | -    | -    | -    | -      | -    | -    | -    | -     | -    | -    | -    | -    | -    | 32강 | -    | ×    | -    | ×    | -     | ×     | 중지 | -    | -    | -    |
| BC카드배   | -    | -    | -    | -    | -      | -    | -    | -    | -     | -    | -    | -    | -    | -    | -    | -    | -    | -    | -    | -     | -     | 64강 | ×    | 64강 | ×    |
| 중환배     | -    | -    | -    | -    | -      | -    | -    | -    | -     | -    | -    | -    | -    | -    | -    | -    | 16강 | 16강 | -    | 16강  | 중지  | -    | -    | -    | -    |
| TV아시아   | -    | ×    | ×    | ×    | 1회전  | ×    | ×    | ×    | 1회전 | ×    | ×    | ×    | ×    | 4강  | ×    | ×    | 4강  | ×    | ×    | 1회전 | 1회전 | ×    | ×    | ×    | ×    |
| 농심배     | -    | -    | -    | -    | -      | -    | -    | -    | -     | -    | -    | ×    | ×    | ×    | ×    | ×    | 1:1  | ×    | ×    | ×     | ×     | ×    | ×    | ×    | ×    |

## 기타
- 경남 부산에서 아버지 조남석(趙南錫)의 4남(넷째 아들)으로 출생하였고, 서울에서 어린 시절을 보내다가, 6살 때 일본으로 건너간 이후 지금까지 일본에서 활동 중이다.
- 만 11년 8개월로 일본기원 최연소 입단기록을 수립하였다.
- 2002년 4월에 《대한민국 하나은행 명예점장》으로 1년 동안 위촉된 적이 있다.
- 2011년 9월 현재 일본 최다 통산 타이틀 획득(72회)이라는 기록을 가지고 있다.
- 기풍은 승부에 집착하여 항상 최선의 한 수를 놓기 위해 장고하는 스타일이나, 속기의 명수로도 알려져 있다.
- 1941년 8월 18일생이고 1973년 5월에 33세로 은퇴한 바둑 기사 7단 조상연(趙祥衍)은 그의 첫째 친형이고, 1923년생이었던 바둑 기사 9단 조남철(趙南哲, 2006년 하세.)은 그의 숙부(작은아버지)가 된다.
- 어릴 적 이름(아명)은 항렬자를 따른 조풍연(趙豊衍)이었으나 지나가던 어느 스님이 이름을 차라리 바꾸면 대성할 것이라 하여, 1958년(3세 당시)부터 조치훈(趙治勳)으로 개명해 바꿔 불렀다.
- 일본 언론 등은 '25세 본인방 치쿤'(二十五世本因坊治勲)이라고 부른다.
- 배우자(부인)인 조 교코(趙 京子) 여사는 2015년 8월 7일 췌장암으로 세상을 떠났다.

## 같이 보기
- 재일 한국인의 일람